# フィリップ1世 (フランス王)
フィリップ1世（Philippe Ier, 1052年5月23日 - 1108年7月29日）は、フランス・カペー朝の第4代国王（在位：1060年 - 1108年）。好色王 （l'amoureux）と呼ばれた。
第3代国王アンリ1世とアンヌ・ド・キエフ（キエフ大公ヤロスラフ1世の娘）の子。この頃、フランス王位世襲権の基礎が固まった。

## 生涯
ルーシ人である母アンヌによって付けられたフィリップ（Philippe：ギリシア語でΦίλιππος 「馬好き」の意）という名は、当時異国風の響きを持つ名前だった。東欧風の名前によって異国の王家の血を引くことを示し、王の権威を高めようとしたのである。フィリップ1世は7歳で即位したが、母アンヌが1066年までフランス史上初の女性摂政として実権を握っていた。
1070年、フランドルへ征行する。
フィリップ1世は1072年、ホラント伯フロリス1世の娘でフランドル伯ロベール1世の養女であったベルト・ド・オランドを最初の妻とした。ベルトとの間には、第5代国王となるルイ6世らをもうけた。
1077年、イングランド王兼ノルマンディー公ウィリアム1世（征服王）がブルターニュ征服を諦め、フィリップ1世と和解した。
1090年頃、フィリップ1世は教会や王妃ベルトの継父ロベールに頭が上がらない日々に嫌気が差していた。さらに王妃が太り、魅力を感じなくなっていたため、ベルトの持参金であった領地のほとんどを占めるモントルイユの要塞に彼女を軟禁し、フィリップ1世はシチリア伯ルッジェーロ1世に使節を送り、その娘エンマに求婚する等、別の女性との再婚を企てるようになった。
1092年5月15日、フィリップ1世はアンジュー伯フルク4世の妻であったベルトラード・ド・モンフォール（モンフォール伯シモン1世の娘）の美しさに魅了され、王妃ベルトに『太り過ぎ』を理由に離縁を申し渡し、偽の家系図を作成し、教会に夫婦の血族関係をでっち上げて訴え、ベルトとの婚姻の無効を成立させた。離婚後、前夫フルク4世と離婚未成立の状態であるベルトラードと再婚した。離婚成立後のベルトをモントルイユの要塞に軟禁、その翌年ベルトは死去した。
このため1094年、リヨン司教はフィリップ1世を破門した。さらに翌1095年11月にはクレルモン教会会議において、ローマ教皇ウルバヌス2世が正式に破門を通告した。
後にベルトラードと離婚し破門を解かれたものの、フィリップ1世はベルトラードと密かに復縁し、1104年までベルトラードとの離婚と復縁が発覚する度に破門が繰り返された。この離婚・破門問題により、フィリップ1世の影響力は低下し、第1回十字軍遠征にも参加することが出来なかった（代わって弟ユーグが参加した）。在世中からその権威は失墜し、実権は王太子であったルイ6世に移った。
1108年7月29日、フィリップ1世はムラン城で崩じ、それまでに多くの過ちを重ねたことを自負しており、自分は祖先と共に埋葬されるに相応しくないと考え、カペー家の菩提寺であるサン・ドニ修道院に自分を埋葬しないよう言い遺し、望みの通りにサン＝ブノワ＝シュル＝ロワール修道院に葬られた。 

## 結婚と子女
1054年4月9日、父アンリ1世により、1歳の頃に神聖ローマ皇帝ハインリヒ3世の末娘ジュディット・ド・フランコニーと婚約していたが、父の死後、理由不明だが、母アンヌの摂政時代に婚約破棄している。
ベルト・ド・オランドとの間に4男1女をもうけた。
- コンスタンス（1078年 - 1124/1126年） - 1094年にシャンパーニュ伯ユーグと結婚（1104年離婚）、のちアンティオキア公ボエモン1世と再婚
- ルイ6世（1081年 - 1137年） - フランス王
- アンリ（1083年 - ?） - 夭逝
- シャルル（1085年 - ?） - シャルリュー修道院長
- ウード（1087年 - 1096年） - 夭折

ベルトラード・ド・モンフォールとの間に2男2女をもうけた。
- フィリップ（1093年 - 1123年以降） - マント伯（1109年 - 1123年以降）。モンレリ卿ギー2世の一人娘で女子相続人エリザベート・ド・モンレリと結婚。
- フルーリー（1093年頃 -1145年頃） - フロラン、フロリュスとも。先祖及び家系不明のナンジ女卿エリザベートとの結婚の恩恵によりナンジ卿となる。
- セシル（1097年頃 - 1145年以降） - ガリラヤ公タンクレードと結婚、のちトリポリ伯ポンスと結婚
- ウスターシー（1100年頃 - ?） - エタンプ伯ジャンと結婚